# Horisme intrepida
Horisme intrepida är en fjärilsart som beskrevs av Louis Beethoven Prout 1932. Horisme intrepida ingår i släktet Horisme och familjen mätare. Inga underarter finns listade i Catalogue of Life.